# Emmy Drechsler Hamilton
Emmy Drechsler Hamilton (Emely Drechsler Hamilton; Emely (Emmy) Woycke Drechsler; * 1850 in Edinburgh; † 12. Juli 1899 ebenda) war eine englische Geigerin und Musikpädagogin.

## Leben
Die Tochter des Organisten und Pianisten Adam Hamilton trat bereits als Kind erfolgreich als Violinvirtuosin mit Werken wie Charles de Bériots Erstes Violinkonzert und den Variations du Concert sur un Thème original von Ferdinand David auf. Gemeinsam mit ihrer Schwester Bertha studierte sie fünf Jahre Violine bei Ferdinand David in Leipzig. In Großbritannien trat sie dann im Klavierquartett ihres Vaters auf, dem neben ihrer Schwester auch ihr Bruder Carl Drechsler Hamilton angehörte. Bis 1871 bildete sie zudem mit Bertha ein erfolgreiches Violinduo.
1871 heiratete sie den Pianisten und Komponisten Eugen Adalbert Woycke. Auch nach ihrer Heirat trat sie als Solistin und im Duo mit ihrem Mann auf. Zu ihrem Repertoire zählten Werke wie die Partita d-Moll von Bach, Beethovens Violinsonate F-Dur und Werke von Joachim Raff und Jean-Marie Leclair. In späteren Jahren widmete sie sich verstärkt der Lehrtätigkeit. Beim Debütkonzert ihres Sohnes Victor 1889 in Edinburgh spielte sie mit ihm Bachs Doppelkonzert für zwei Violinen d-Moll.
Emmy Woycke starb 1899 im Alter von 49 Jahren im Krankenhaus Royal Infirmary in Edinburgh und wurde auf dem örtlichen Friedhof Dalry bestattet.

## Quelle
- Sophie Drinker Institut - Drechsler-Hamilton, Hamilton-Drechsler, Hamilton